# 深谷亮司
深谷 亮司（ふかたに りょうじ、1974年12月9日 - ）は、福岡県出身の元プロ野球選手（捕手）、プロ野球コーチ。

## 来歴・人物
福岡県立八女工業高等学校から進んだ九州共立大学では柴原洋と同期で3年秋ベストナイン、4年時に前田浩継とのバッテリーで大学選手権準優勝。河合楽器に入社。正捕手として活躍し、2001年の第72回都市対抗野球大会優勝にも貢献した。同年にチームが休部となったあと、ドラフト会議でオリックス・ブルーウェーブに13巡目で指名され入団した。当時オリックスが下位指名選手に対し行っていた、契約金0円選手のひとりである。
しかし2002年シーズンは一軍出場機会に恵まれず、入団時27歳という高齢や右肩の故障がネックになり、1年で戦力外通告を受け現役を引退。オリックスのブルペン捕手に転身した。2005年にオリックスと大阪近鉄バファローズが合併し、球団名が「オリックス・バファローズ」に変更された2005年には育成部門へ異動し、同年末に退団。
2006年より2年間四国アイランドリーグ、徳島インディゴソックスのコーチを務める。2008年より新設された福岡レッドワーブラーズのコーチに就任。チームが活動を休止するまで2シーズン務めた。福岡退団後、横浜ベイスターズ二軍（2010年のチーム名は「湘南シーレックス」）のブルペン捕手となったが、2011年のシーズン終了後に解雇された。
2012年より社会人野球のNOMOベースボールクラブのコーチを、その後は熊本ゴールデンラークスのヘッドコーチを務めていたが、2016年末に退部した。その後、熊本ヒゴバックスのコーチを経て、2018年から2020年まで再度ゴールデンラークスのコーチを務めていた。
2016年の学生野球資格回復研修を受講した上で、翌2017年2月7日に日本学生野球協会より学生野球資格回復の適性認定を受けたことにより、学生野球選手への指導が可能となる。2021年から2023年まで、母校・九州共立大学硬式野球部のコーチを務めた。
2024年、くふうハヤテベンチャーズ静岡の初代打撃・野手コーチに就任。翌2025年からはバッテリーコーチに配置転換となる。

## 選手としての特徴
アマチュア時代は主に4番捕手として活躍。チャンスの強さにも定評があった。

## 詳細情報

### 年度別打撃成績
| 年 度     | 球 団      | 試 合 | 打 席 | 打 数 | 得 点 | 安 打 | 二 塁 打 | 三 塁 打 | 本 塁 打 | 塁 打 | 打 点 | 盗 塁 | 盗 塁 死 | 犠 打 | 犠 飛 | 四 球 | 敬 遠 | 死 球 | 三 振 | 併 殺 打 | 打 率 | 出 塁 率 | 長 打 率 | O P S |
| --------- | ---------- | ----- | ----- | ----- | ----- | ----- | -------- | -------- | -------- | ----- | ----- | ----- | -------- | ----- | ----- | ----- | ----- | ----- | ----- | -------- | ----- | -------- | -------- | ----- |
| 2002      | オリックス | 1     | 1     | 1     | 0     | 0     | 0        | 0        | 0        | 0     | 0     | 0     | 0        | 0     | 0     | 0     | 0     | 0     | 1     | 0        | .000  | .000     | .000     | .000  |
| 通算：1年 | 通算：1年  | 1     | 1     | 1     | 0     | 0     | 0        | 0        | 0        | 0     | 0     | 0     | 0        | 0     | 0     | 0     | 0     | 0     | 1     | 0        | .000  | .000     | .000     | .000  |

### 記録
- 初出場：2002年4月3日、対日本ハムファイターズ2回戦（東京ドーム）、7回裏に日高剛に代わり捕手で出場

### 背番号
- 57（2002年）
- 117（2003年 - 2004年）
- 77（2008年 - 2009年）
- 27（2024年 - ）